# Neoclytus pusillus
Neoclytus pusillus là một loài bọ cánh cứng trong họ Cerambycidae.